# Idaea versicolor
Idaea versicolor là một loài bướm đêm trong họ Geometridae.